# Блаж Крамер
Блаж Крамер (словен. Blaž Kramer, нар. 1 червня 1996, Целє, Словенія) — словенський футболіст, нападник турецького «Коньяспора» та національної збірної Словенії.

## Ігрова кар'єра

### Клубна
Блаж Крамер починав займатися футболом у клубі «Шампіон» зі свого рідного міста Целє. Ще один сезон він провів у чемпіонаті Словенії у клубі «Алюміній». Після чого перебрався до Німеччини — до клубу «Вольфсбург». Але заграти в основі німецького клубу у Крамера не вийшло і два сезони він грав у дублі клубу в Регіональній лізі.
У 2019 році Крамер перейшов до швейцарського клубу «Цюрих», де за три сезони зіграв майже сто матчів. Вілтку 2022 року на правах вільного агента Крамер підписав трирічний контрат з польською «Легією».

### Збірна
У вересні 2020 року у рамках Ліги Націй у матчі проти команди Молдови Блаж Крамер дебютував у складі  національної збірної Словенії.

## Статистика виступів

### Статистика виступів за збірну
Станом на 10 жовтня 2024 року
| Дата       | Місто    | Господарі | Результат | Гості      | Турнір                               | Голи | Примітки |
| ---------- | -------- | --------- | --------- | ---------- | ------------------------------------ | ---- | -------- |
| 6-9-2020   | Любляна  | Словенія  | 1 – 0     | Молдова    | Ліга націй УЄФА 2020—2021 - 1-й етап | -    | 85'      |
| 7-10-2020  | Любляна  | Словенія  | 4 – 0     | Сан-Марино | товариський матч                     | -    | 46'      |
| 11-10-2020 | Приштина | Косово    | 0 – 1     | Словенія   | Ліга націй УЄФА 2020—2021 - 1-й етап | -    | 85'      |
| 24-3-2021  | Любляна  | Словенія  | 1 – 0     | Хорватія   | Відбір до ЧС 2022                    | -    | 69'      |
| 30-3-2021  | Нікосія  | Кіпр      | 1 – 0     | Словенія   | Відбір до ЧС 2022                    | -    | 58'      |
| 10-10-2024 | Осло     | Норвегія  | 3 – 0     | Словенія   | Ліга націй УЄФА 2024—2025 - 1-й етап | -    | 79'      |
| Усього     |          | Матчів    | 6         |            | Голів                                | 0    |          |

## Титули і досягнення
- Чемпіон Швейцарії (1):

«Цюрих»: 2021–22
- Володар Кубка Польщі (1):

«Легія»: 2022–23
- Володар Суперкубка Польщі (1):

«Легія»: 2023